# Pfarrkirche Inzersdorf ob der Traisen

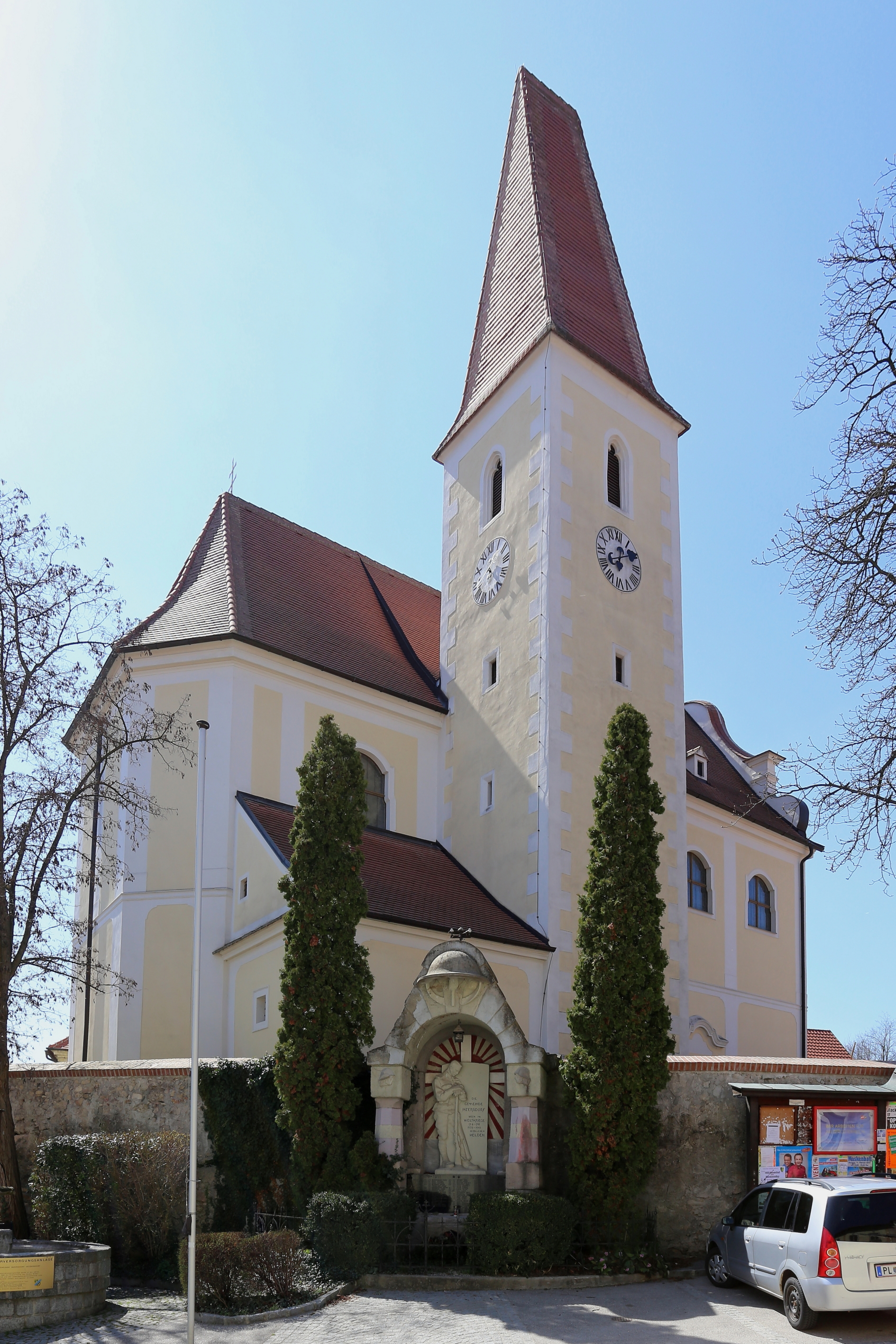
Katholische Pfarrkirche in Inzersdorf ob der Traisen

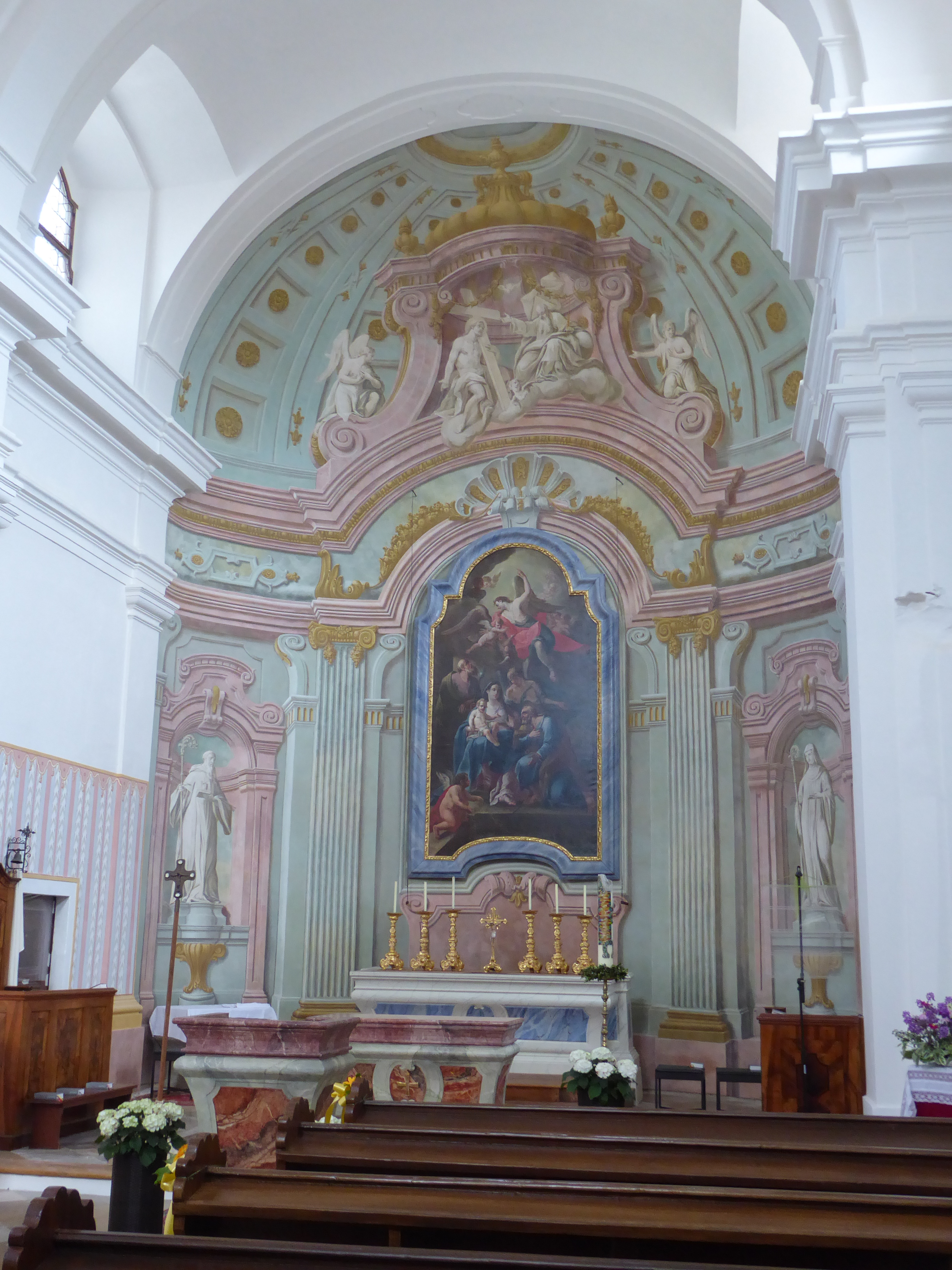
Langhaus, Blick zum Chor

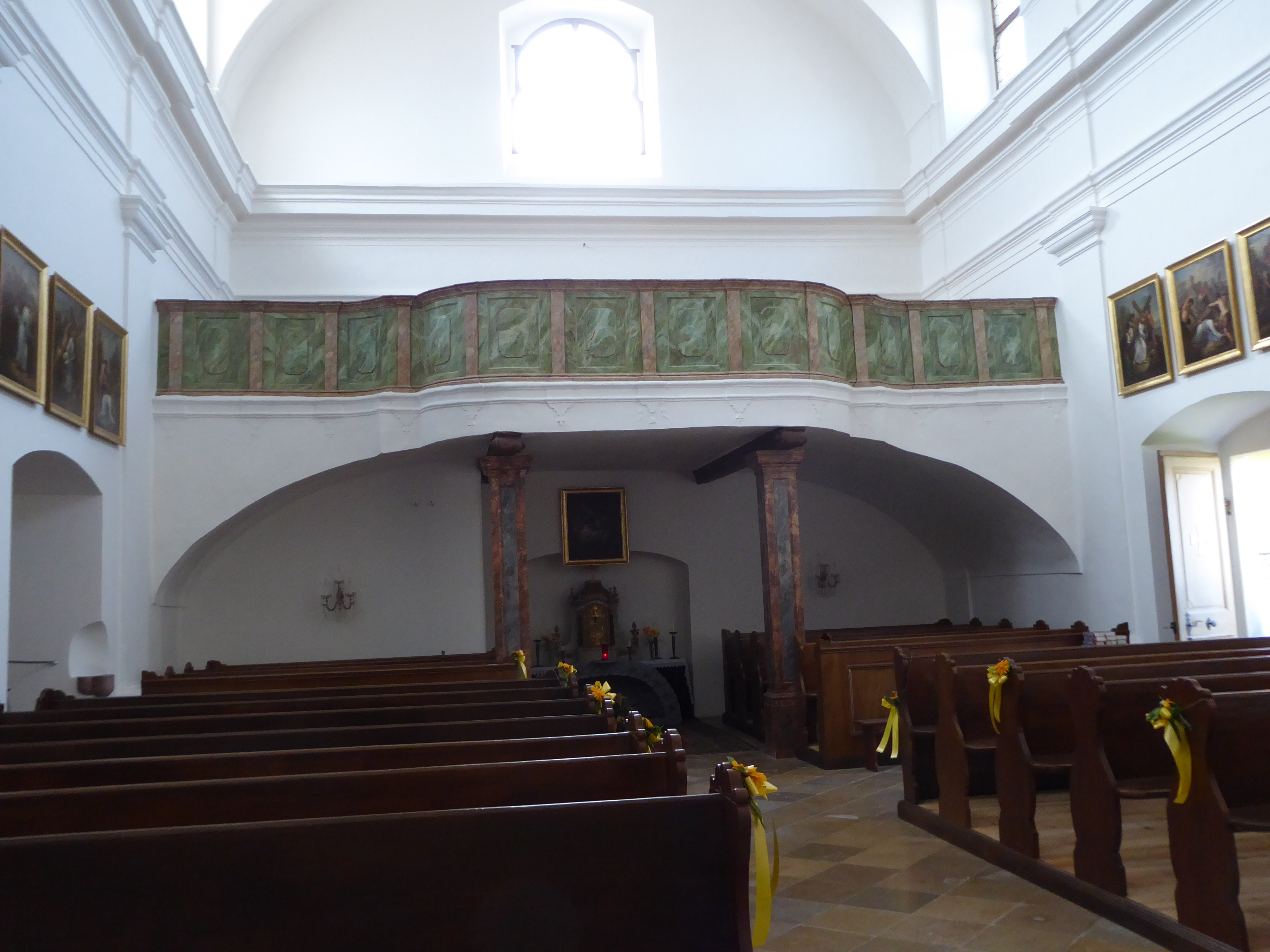
Langhaus, Blick zur Empore

Die römisch-katholische Pfarrkirche Inzersdorf ob der Traisen steht leicht erhöht an der Durchgangsstraße der Ortschaft Inzersdorf ob der Traisen in der Gemeinde Inzersdorf-Getzersdorf im Bezirk St. Pölten-Land in Niederösterreich. Die dem Patrozinium des hl. Petrus unterstellte Pfarrkirche gehört zum Dekanat Herzogenburg in der Diözese St. Pölten. Die Kirche und der Kirchhof stehen unter Denkmalschutz (Listeneintrag).

## Geschichte
Anfänglich zu Unter-Inzersdorf gehörig wurde um 1140 die Pfarre dem Kloster Klein-Mariazell inkorporiert gegründet, die Pfarre ist seit 1784 dem Stift Herzogenburg inkorporiert.
Die im Kern mittelalterliche Kirche wurde nach 1742 barock neu erbaut, zwischen Turm und Hauptportal ist lagiges Quadermauerwerk aus dem 12. Jahrhundert erhalten, der nördliche Chorteil ist spätmittelalterlich mit Ortsteinen wohl aus dem 15. Jahrhundert, der vorgestellte Nordturm ist spätgotisch.

## Architektur
Die Kirche ist von einer knapp um die Kirche geführte Friedhofs- und Futtermauer umgeben. Vor der Friedhofsmauer steht das Kriegerdenkmal als rustizierte monumentale Pfeilerädikula mit einem Relief Soldat aus 1921.
Das Kirchenäußere zeigt ein Langhaus mit einem Chor mit Fassaden mit einer schlichten barocken zweizonigen Putzrahmengliederung und glockenförmigen Fenstern unter einem Satteldach, die Westfront zeigt Volutengiebel, das schlichte Rechteckportal im Norden hat eine geschweifte Verdachung, der Turm trägt ein steiles Keildach aus dem 15. Jahrhundert, er zeigt sich fünfgeschoßig mit angeputzten Ortsteinen und abgefasten Schlitzfenstern, die Schallfenster haben Maßwerk. Im nördlichen Chorwinkel steht eine barocke platzlgewölbte Sakristei.
Das Kircheninnere zeigt ein vierjochiges Langhaus und einen einjochigen korbbogig geschlossenen Chor, beide mit queroblongen Platzlgewölben und einheitlicher Pilastergliederung mit profiliertem Gebälk mit darüber angesetzter Durchfensterung. Die Empore steht auf zwei Holzpfeilern.
Die Apsis zeigt eine die Gliederung weiterführende illusionistische Architekturmalerei aus der Mitte des 18. Jahrhunderts und eine rundbogig geschlossene Altarblattrahmung mit der Dreifaltigkeit in einem Aufsatz unter einem Baldachin und in seitlichen Nischen die gemalten Statuen der Heiligen Benedikt und Scholastika, die Kalotte ist kassettiert.

## Einrichtung
Der Hochaltar zeigt das Altarblatt mit der Heiligen Familie und Petrus, gemalt von Ernestus Fridericus Angst 1744. Der freistehende Altartisch trägt einen Tabernakel mit mächtigen Volutenanläufen mit Engelsstatuetten flankiert überkuppelt.
Die barocke Hängekanzel zeigt am Korb das Wappen Stift Klein-Mariazell und Putti und auf dem Schalldeckel einen Strahlenkranz.
Die Orgel baute Max Zachistal und Franz Capek 1893. Eine Glocke nennt 1517.

## Grabdenkmäler
Außen an der Kirchhofmauer
- Grabstein zu Sophia Dreupäckh 1557 mit Inschrift und Kartusche.
- Grabstein zu Maria Battina Richterin 1652 mit Inschrift.